# Jeremy Banster
 (juin 2021).
Si vous disposez d'ouvrages ou d'articles de référence ou si vous connaissez des sites web de qualité traitant du thème abordé ici, merci de compléter l'article en donnant les références utiles à sa vérifiabilité et en les liant à la section « Notes et références ».
Jeremy Banster, né le 1er juin 1973 à Paris, est un acteur, réalisateur, scénariste, producteur et metteur en scène français.
Il est principalement connu pour son rôle de Julien Bastide dans la série Un si grand soleil.

## Biographie

### Carrière
Il commence sa carrière d’acteur en intégrant la Classe Supérieure d'Art Dramatique de la ville de Paris en 1995. Ses professeurs y sont Jean-Pierre Martino, Tsilla Chelton, Didier Sandre.
En 1997, il reçoit le prix de jeune talent ADAMI au Festival du film de Cannes et prouve ses talents de comédien à la fois au théâtre, en jouant Shakespeare, Musset, Marivaux, à la télévision et au cinéma aux côtés d’acteurs tels que Claude Brasseur dans La Taule et Richard Bohringer dans Les Coups Bas.
En 1998, il écrit et réalise son premier court-métrage, Les Portes Blanches. En 1999, il fonde sa compagnie théâtrale, BENSYL puis  adapte et met en scène Montserrat d’Emmanuel Roblès, avec le soutien du Théâtre de l’Odéon et la production du Théâtre de Corbeil-Essonne. Il y interprète l’officier Montserrat, dirige dix comédiens, veille sur les décors et la direction artistique. Le spectacle est ensuite produit au festival d’Avignon.
En 2000, il écrit et réalise son deuxième court-métrage, Règlement de Contes produit par Folie Films, qui est sélectionné au festival international du film de São Paulo et au festival international du film de Buenos Aires. Il obtient le prix du Jury de la meilleure réalisation au festival des actrices de St Claire sur Epte (France), présidé par Annie Girardot. Le film a été acheté par le producteur Claude Zidi et distribué en salle sur 400 copies et aussi diffusé sur TPS.
En 2001, il écrit de son premier scénario de long métrage, Et Pourtant si désirable, pour Blue Film. En 2004, il tourne son troisième court-métrage, La Pute produit par Cantina Films.
Entre 2005 et 2008, il interprète le rôle de  Stan dans la série Alex Santana, négociateur de René Manzor.
En 2007, il adapte le roman de Annick Perez, You're Beautiful et tourne son 4e court métrage Septembre et Moi, produit par Cantina Films (achat TPS Star).
En 2008, il réalise les clips vidéo de Anna Madison Vs Frisco et Olivia Baum. En parallèle, Jeremy tourne plusieurs films pour la télévision : Aveuglement, Adresse inconnue, Section de recherches.
De 2005 à 2009, il assure la sélection et la direction artistique du Festival du Film Franco-Britannique du Touquet.
En 2009, il réalise à Cayenne un cinquième court-métrage. La même année, il met en scène au théâtre Croisades de Michel Azama, et crée au théâtre de l’Espace Cardin le personnage de Henri dans Voyage pour Henoch de Hadrien Raccah.
En 2011, Jeremy joue aux côtés de Roger Dumas dans Le Nid d’Aurélien Drach (prix du meilleur film étranger au Festival d’Atlanta) et dans Je t'aime réalisé par Hassan Fathi, un long-métrage iranien tourné à Paris.
En 2012, il tourne à nouveau sous la direction d'Aurélien Drach dans Il neige sur Acapulco et assure la production exécutive du premier long-métrage de Rachid El Ouali, un road movie tourné en Corse : Ymma.
En 2013-2014, il réalise dans la forêt guyanaise son premier long-métrage, La Vie pure, un biopic tiré de la vie de l'explorateur français Raymond Maufrais. Le film est nommé deux fois aux Lumières 2016, Meilleur Premier film pour Jeremy Banster et Révélation masculine pour Stany Coppet. Il obtient aussi l'Orchidée de bronze au festival du film de La Réunion en 2014 et est sélectionné dans une quinzaine d'autres festivals nationaux et internationaux.
En 2021, il quitte la série Un si grand soleil dans laquelle il jouait le rôle de Julien Bastide depuis 3 ans.

## Filmographie

### Cinéma

#### Longs métrages
- 2000 : La Taule d'Alain Robak : Le maton sportif
- 2001 : De l'amour de Jean-François Richet : Bad Cop
- 2012 : Ymma de Rachid El Ouali : Philippe
- 2014 : La Vie pure de lui-même : M. Bernard
- 2015 : Julie-Aïcha d'Ahmed El Mannouni : Gérard
- 2016 : La Dormeuse Duval de Manuel Sanchez : Dr Robin
- 2018 : Une année chez les Français d'Abdelfattah Arrom : Mr Berger
- 2019 : Pour la Cause d'Hassan Benjelloun : Jeremy

#### Courts métrages
- 1998 : Les Coups Bas de Frank Nicotra : Bastien
- 2003 : Boomerang d'Antoine Blanquefort : Benjamin
- 2004 : Heureux événement de Fabien Montagner : Le mari
- 2007 : Septembre et moi de lui-même : L'ami d'Othello (également scénariste)
- 2011 : Le nid d'Aurélien Drach : Guilbert Montenay
- 2013 : Il neige sur Acapulco d'Aurélien Drach : Stan
- 2015 : Sacré Dilemme de Rachid Benzine : Christophe
- 2018 : Oujdi de lui-même : Le français (également scénariste)
- 2019 : Cheyenne de Gerard Corporon : Thomas

### Télévision

#### Séries télévisées
- 1995 : Extrême limite : Dimitri
- 1995 : Les cinq dernières minutes : Un policier
- 1996 : Sous le soleil : Thomas
- 1999 : Florence Larrieu : Le juge est une femme : Un policier
- 2002 : 72 heures : Goran
- 2004 : SoeurThérèse.com : Max
- 2004 : Navarro : Luc Achard
- 2005 - 2007 : Alex Santana, négociateur : Stan Delcourt
- 2007 - 2008 : Sous le soleil : Antoine / Sacha (le jumeau)
- 2010 : Section de recherches : Éric Zaguri
- 2013 : RIS police scientifique : Nicolas Le Gentil
- 2014 : Boulevard du Palais : Un professeur
- 2018 - 2021 : Un si grand soleil : Julien Bastide
- 2021 : La Stagiaire : Isaac Lanciaux
- 2023 : Léo Matteï, Brigade des mineurs : Daniel Rossi
- 2024 : Bugarach : Nathan Muller
- 2025 : Joséphine, ange gardien

#### Téléfilms
- 2009 : Aveugle, mais pas trop de Charlotte Brandström : Le pilote
- 2011 : Le Fabuleux Chevalier de Saint George de Claude Ribbe : George de Bologne
- 2014 : La Princesse du nord de Marina Souleymanova
- 2021 : Meurtres sur les îles du Frioul de Sylvie Ayme : Victor Mariani
- 2022 : Simon Coleman de Nicolas Copin : Quentin Zeller
- 2022 : Les Mystères de la duchesse d'Emmanuelle Dubergey : Lucien Labeguerri
- 2023 : Les Secrets du Finistère (La Disparue  de Douarnenez) de François Basset et Anne Péjean : Jérémy Laubier
- 2024 : Le Chant des sirènes de Jean-Marc Thérin : commandant Jérémy Laubier